# Діллон (Південна Кароліна)
Діллон (англ. Dillon) — місто (англ. city) в США, в окрузі Діллон штату Південна Кароліна. Населення — 6384 особи (2020).

## Географія
Діллон розташований за координатами 34°25′29″ пн. ш. 79°22′3″ зх. д. / 34.42472° пн. ш. 79.36750° зх. д. (34.424807, -79.367375).  За даними Бюро перепису населення США в 2010 році місто мало площу 13,56 км², з яких 13,53 км² — суходіл та 0,03 км² — водойми.

## Демографія
Згідно з переписом 2010 року, у місті мешкало 6788 осіб у 2592 домогосподарствах у складі 1726 родин. Густота населення становила 501 особа/км².  Було 2916 помешкань (215/км²).
Расовий склад населення:
| - 53,1 % — чорних або афроамериканців - 42,8 % — білих - 1,6 % — корінних американців - 0,6 % — азіатів |

До двох чи більше рас належало 1,2 %. Частка іспаномовних становила 1,2 % від усіх жителів.
За віковим діапазоном населення розподілялося таким чином: 27,4 % — особи молодші 18 років, 56,4 % — особи у віці 18—64 років, 16,2 % — особи у віці 65 років та старші. Медіана віку мешканця становила 36,2 року. На 100 осіб жіночої статі у місті припадало 85,8 чоловіків;  на 100 жінок у віці від 18 років та старших — 80,4 чоловіків також старших 18 років.
Середній дохід на одне домашнє господарство  становив 42 666 доларів США (медіана — 31 475), а середній дохід на одну сім'ю — 47 331 долар (медіана — 35 970). Медіана доходів становила 47 076 доларів для чоловіків та 25 990 доларів для жінок. За межею бідності перебувало 42,1 % осіб, у тому числі 71,3 % дітей у віці до 18 років та 21,1 % осіб у віці 65 років та старших.
Цивільне працевлаштоване населення становило 2185 осіб. Основні галузі зайнятості: виробництво — 26,6 %, освіта, охорона здоров'я та соціальна допомога — 21,2 %, роздрібна торгівля — 12,2 %, мистецтво, розваги та відпочинок — 8,9 %.